# Male Vodenice
Male Vodenice – wieś w Słowenii, w gminie Kostanjevica na Krki. W 2018 roku liczyła 35 mieszkańców.